# متلازمة زيف
متلازمة زيف (بالإنجليزية: Zieve's syndrome)‏ هي حالة حادة في التمثيل الغذائي والتي يمكن أن تحدث أثناء الانسحاب بعد فترات طويلة من تعاطي الكحول. يمكن تعريفها بكل من فقر الدم الانحلالي والبروتين الشحمي واليرقان (ارتفاع كمية البيليروبين الغير مقترن) وألم في البطن. السبب الأساسي هو تحلل دهون الكبد. هذا يختلف عن التهاب الكبد الكحولي على الرغم من إمكانية حدوثهما معاً أو تطور الثاني في وقت لاحق.
تشخيص متلازمة زيف يجب أن يوضع في الحسبان مع الأشخاص المدمنين للكحول (خاصة بعد حفلات الشرب) حيث يحدث ارتفاع لكمية البيليروبين الغير مقترن بدون أعراض واضحة لنزيف الجهاز الهضمي.

## آلية المرض
الآلية المقترحة لفقر الدم الانحلالي في متلازمة زيف هو بسبب تغيير تصنيع خلايا الدم الحمراء والتي تعرف باسم خلل كيناز البيروفات مما يجعل الخلايا عُرضة للحالات الدموية. التغيرات في تركيب الغشاء الدهني مثل زيادة الكولسترول و الأحماض الدهنية عديدة التشبع (PUFA) قد تحدث خلال المرحلة الانحلالية للمرض.

## العلاج
العلاج النهائي لمتلازمة زيف هو التوقف عن شرب الكحول

## تاريخيا
تم وصف متلازمة زيف لأول مرة في عام 1958. حيث وصف الطبيب ليزلي زيف المرضى الذين يعانون من مزيج من أمراض الكبد الكحولية وفقر الدم الانحلالي وارتفاع نسبة الدهون الثلاثية في الدم.